# Guin Saga
A Guin Saga (グイン・サーガ) egy bestseller fantasy regénysorozat, melynek köteteit a japán írónő, Kurimoto Kaoru 1979-ben kezdte publikálni. Az eredeti tervek alapján 100 kötetesre tervezett mű, az utolsó négy kötet és a huszonkettedik melléktörténet posztumusz megjelenésével végül 130 kötettel és 22 melléktörténettel záródott. Az írónő az utolsó köteten 2009. május 23-ig dolgozott, majd betegségének köszönhetően nem tudta folytatni az írói tevékenységét. A Guin Saga a hatalmas kötetszám miatt a leghosszabb, egyetlen személy által írt regénysorozat a világon.
A Guin Saga 2013. november 8-án, 4 évvel az eredeti író halála után folytatódott. Godai Jú ekkor publikálta a 131. kötetet, majd Josino Jume ez év decemberében megjelentette a 132. kötetet.

## Történeti áttekintés
Parros királyságát lerohanja a mongaul sereg, az uralkodót megölik, a két trónörököst, Rindát és Remust azonban egy teleportációs szerkezettel sikerül kimenteni. A hibás koordináták miatt a "Keresztfa" erdejébe kerülnek, ahol hamarosan meg is találja őket a mongaul sereg. Ekkor lép színre Guin, és megmenti a két fiatalt.
A történet központjában a titokzatos harcos Guin áll, akinek mágiával a fejére erősítettek egy leopárd maszkot, valamint amnéziában szenved. Csak a harcos ösztöneire és az „Aurra” szóra emlékezve Guin szembesül egy veszélyekkel, ármánnyal és mágiával teli világgal.

## Karakterek
- Guin

Guin a történet főszereplője, a leopárd fejű titokzatos harcos. Emberfeletti erővel bír, valamint remekül ért a harci stratégiákhoz.
- Rinda Farseer

Rinda Parros hercegnője, aki bár ikertestvére, Remus előtt erősnek mutatja magát, valójában mélyen lesújtotta országuk elvesztése. Ahogy a „Farseer” név is sugallja, látnoki képességekkel rendelkezik. A történet elején Rinda mindössze 14 éves.
- Remus Farseer

Parros hercege, Rinda ikertestvére. Nem olyan bátor, mint testvére, ellenben sokkal könnyebben megért másokat. Néha túlságosan sokat beszél, és közben akaratlanul fecseg ki titkokat. Képes érzékelni testvérét és esetenként hallani a gondolatait is. Neki nincs látnoki képessége, ellenben más dolgokban tehetséges.
- III. Aldross

Rinda és Remus apja.
- István

Egy fiatal zsoldos, aki a testvérek mellé szegődik. Születésekor egy drágakövet tartott a kezében, egy látó szerint a jövőben király válik belőle és feleségül veszi a „Fény Hercegnőjét”, aki meggyőződése szerint nem más, mint Rinda. Kb. 20 éves kora ellenére ravasz és harcedzett zsoldos, valamint rendkívül hamar megérzi a veszélyt. Nagyon magabiztos a születésekor elhangzott jövendölésben, ennek ellenére követi Guin parancsait. Bár lehetetlennek érzi, de reméli, hogy elnyeri Rinda kezét és király lehet. Korábban a „Bíbor Zsoldos” becenevet kapta.
- Vanon, a Fekete Báró

Stafolos grófja, aki egyfajta pestistől szenved. Egy ghoul tartja életben, amihez vérre van szükség.
- Suni

A majomszerű Sem barbár törzs tagja, a Fekete Gróf fogságából Guin és a Farseer ikrek szabadították ki.
- Amnelis úrnő

A mongaul sereg vezetője, Parros ellensége. Megszállottan el akarja fogni Guint.
- Astrias

Egy mongaul katona, akit Gora Vörös Oroszlánjaként ismernek. Szinte megszállottja Amnelisnek. Bár Istvánt egyszer legyőzte, Guin ellen kétszer veszített.

## Mitológiai utalások
Számos ókori kultúrában (pl. egyiptomi) szerepelnek ember testű, állat fejű lények, istenségek. Habár Guin nem feleltethető meg egyik mitológiai alaknak sem, de kétségtelen, hogy innen ered az ötlet.
Rinda és Remus alakja egyértelműen Romulusz és Rémusz, a Rómát alapító testvérpár újragondolása. Habár Kurimoto Romulusz karakteréből lányt csinált, a párhuzam akkor is meghúzható. Rinda és Remus ikrek és fiatalon árván maradnak, majd egy leopárd ember (az eredeti történetben anyafarkas) gondoskodik róluk.

## Egyéb média
2001-ben manga, 2009-ben pedig anime adaptáció készült a regényből.

## Fogadtatás
Miura Kentaro, a Berserk alkotója elmondása alapján művére nagy hatással volt a Guin Saga. 2010-ben a regénysorozat Szeiun Díjat nyert.

## Fordítás
- Ez a szócikk részben vagy egészben  a   Guin Saga című angol Wikipédia-szócikk ezen változatának fordításán alapul.  Az eredeti cikk szerkesztőit annak laptörténete sorolja fel. Ez a jelzés csupán a megfogalmazás eredetét és a szerzői jogokat jelzi, nem szolgál a cikkben szereplő információk forrásmegjelöléseként.